# درنوو
درنوو (به بلغاری: Drenov) یک منطقهٔ مسکونی در بلغارستان است که در شهرستان لووچ واقع شده‌است.